# ФК Цар Константин
ФК Цар Константин је српски фудбалски клуб из Ниша. Тренутно се такмичи у Зони Центар, четвртом такмичарском нивоу српског фудбала. Боја дресова је бело-црна. Играју на стадиону на Бубњу.

## Историја
ФК Цар Константин је основан 24. августа 1932. године и под овим именом се такмичио до 1944. године. После Другог светског рата клуб је морао да промени име. Покушало се и са именом Константин, али у новој држави краљевима и царевима није било места. Морало је да се прихвати име Бубањ, а као успомена на славни Цар Константин задржана је бело-црна боја дресова.
Од 1953. године клуб носи име Слога. Највећи успеси клуба под овим именом били су освајање купа града Ниша победом од 2 : 1 над нишким Радничким. У сезони 1988/89. клуб остварује велики успех уласком у Другу српску лигу, где ће пуне три године бити у самом врху. Сезона 1992/93. и 1993/94. су најтежи тренуци од постанка клуба јер је клуб таворио у Градској лиги Ниша, што је било поражавајуће за клуб светле традиције.
Од 9. јуна 1995. године клуб враћа славно име Цар Константин. Клуб веома брзо успева да се врати на стазе славе, и постаје стабилан српсколигаш. Највећи успеси клуба под новим-старим именом су улазак у другу савезну лигу 2002. године као и шеснаестина финала националног купа 11. новембра 2003, када су поражени од Црвене звезде.
Данас клуб поседује све категорије играча, од петлића, пионира, кадета и омладинаца, до сениорског тима. Све заједно овај клуб окупља око 200 фудбалера.